# 黒岩淡哉
黒岩 淡哉（くろいわ たんさい、明治5年2月8日（1872年3月16日） – 昭和38年（1963年）3月1日）は、明治時代から昭和時代にかけての彫刻家（彫塑家）。本名は高木倉吉（のちに黒岩家の養子となる）。

## 年譜
- 明治5年（1872年）2月8日 - 東京府芝区（現・東京都港区）に生まれる。
- 明治27年（1894年） - 東京美術学校彫刻科（第1期生）卒業。
- 明治31年（1898年） - 東京美術学校の彫刻科助手、兼教務となる。
- 明治33年（1900年） - パリ万博に「子守」で金牌受賞。
- 大正3年（1914年） - 大阪府立職工学校へ転任。
- 昭和5年（1930年） - 勲六等瑞宝章を受ける。
- 昭和8年（1933年） - 広島文理科大学教育学研究所第2回卒業生の記念品「ペスタロッチ像」制作。
- 昭和14年（1939年） - 4月、山本笙園、越田尾山ら共に工芸美術輸出報国会を結成。[1]
- 昭和15年（1940年） - 紀元二千六百年記念行事、記念レリーフ「神武天皇」制作。
- 昭和38年（1963年）3月1日 - 死去。

## 作品
- 「子守」
- 「楊柳観音像」
- 「普賢菩薩像」
- 「蓮如上人像」
- 「楠木正行像」[2]
- 「芭蕉像」[3]
- 「菅原道真像」